# Чудотворец (фильм, 1969)
«Чудотворец» (англ. The Magic Christian; другое название — «Волшебный христианин») — британская кинокомедия 1969 года.

## Сюжет
Эксцентричный миллиардер Гай Гранд думает, что «каждый человек имеет свою цену» и за деньги можно купить кого угодно и что угодно. Познакомившись с бездомным сиротой, он решает усыновить его и сделать наследником своего богатства. С этого момента начинаются их приключения.

## В ролях
| Актёр              | Роль                                       |
| ------------------ | ------------------------------------------ |
| Питер Селлерс      | сэр Гай Гранд                              |
| Ринго Старр        | Янгмен Гранд                               |
| Изабель Джинс      | Агнес Гранд                                |
| Кэролайн Блэкистон | Эстер Гранд                                |
| Спайк Миллиган     | инспектор                                  |
| Ричард Аттенборо   | тренер                                     |
| Леонард Фрей       | Лоуренс Фаггох                             |
| Джон Клиз          | режиссёр                                   |
| Патрик Каргилл     | аукционист                                 |
| Джоан Бенэм        | светская львица                            |
| Ферди Мэйн         | Эдуард                                     |
| Грэхэм Старк       | официант                                   |
| Лоуренс Харви      | Гамлет                                     |
| Деннис Прайс       | Уинтроп                                    |
| Кристофер Ли       | Вампир                                     |
| Роман Полански     | пьяница                                    |
| Ракель Уэлч        |                                            |
| Фрэнк Торнтон      | полицейский инспектор (в титрах не указан) |
| Роланд Калвер      | сэр Герберт (в титрах не указан)           |